# Carlos Casares
Carlos Casares – miasto w Argentynie, w prowincji Buenos Aires, stolica partido Carlos Casares.
Według danych szacunkowych na rok 2010 miejscowość liczyła 18 347 mieszkańców.